# Сан Марко Арђентано
Сан Марко Арђентано (итал. San Marco Argentano) је насеље у Италији у округу Козенца, региону Калабрија.
Према процени из 2011. у насељу је живело 2516 становника. Насеље се налази на надморској висини од 413 м.

## Географија
| Клима (Сан Марко Арђентано) | Клима (Сан Марко Арђентано) | Клима (Сан Марко Арђентано) | Клима (Сан Марко Арђентано) | Клима (Сан Марко Арђентано) | Клима (Сан Марко Арђентано) | Клима (Сан Марко Арђентано) | Клима (Сан Марко Арђентано) | Клима (Сан Марко Арђентано) | Клима (Сан Марко Арђентано) | Клима (Сан Марко Арђентано) | Клима (Сан Марко Арђентано) | Клима (Сан Марко Арђентано) | Клима (Сан Марко Арђентано) |
| Показатељ \ Месец           | .Јан.                       | .Феб.                       | .Мар.                       | .Апр.                       | .Мај.                       | .Јун.                       | .Јул.                       | .Авг.                       | .Сеп.                       | .Окт.                       | .Нов.                       | .Дец.                       | .Год.                       |
| --------------------------- | --------------------------- | --------------------------- | --------------------------- | --------------------------- | --------------------------- | --------------------------- | --------------------------- | --------------------------- | --------------------------- | --------------------------- | --------------------------- | --------------------------- | --------------------------- |
| Апсолутни максимум, °C (°F) | 21,0 (69,8)                 | 25,0 (77)                   | 25,4 (77,7)                 | 28,4 (83,1)                 | 34,0 (93,2)                 | 37,4 (99,3)                 | 38,6 (101,5)                | 40,0 (104)                  | 36,0 (96,8)                 | 32,6 (90,7)                 | 26,0 (78,8)                 | 24,2 (75,6)                 | 40 (104)                    |
| Средњи максимум, °C (°F)    | 10,7 (51,3)                 | 11,0 (51,8)                 | 13,1 (55,6)                 | 15,9 (60,6)                 | 20,3 (68,5)                 | 24,1 (75,4)                 | 27,1 (80,8)                 | 27,8 (82)                   | 24,7 (76,5)                 | 20,2 (68,4)                 | 15,2 (59,4)                 | 11,9 (53,4)                 | 27,8 (82)                   |
| Средњи минимум, °C (°F)     | 5,8 (42,4)                  | 5,4 (41,7)                  | 6,8 (44,2)                  | 8,9 (48)                    | 13,1 (55,6)                 | 16,5 (61,7)                 | 19,2 (66,6)                 | 19,8 (67,6)                 | 17,1 (62,8)                 | 13,7 (56,7)                 | 9,6 (49,3)                  | 7,0 (44,6)                  | 5,4 (41,7)                  |
| Апсолутни минимум, °C (°F)  | −5,4 (22,3)                 | −3,2 (26,2)                 | −5,0 (23)                   | 0,4 (32,7)                  | 5,0 (41)                    | 8,8 (47,8)                  | 12,0 (53,6)                 | 12,0 (53,6)                 | 8,4 (47,1)                  | 2,8 (37)                    | −1,0 (30,2)                 | −2,8 (27)                   | −5,4 (22,3)                 |
| Количина падавина, mm (in)  | 92,7 (36,5)                 | 105,9 (41,69)               | 84,3 (33,19)                | 94,4 (37,17)                | 57,7 (22,72)                | 35,4 (13,94)                | 23,1 (9,09)                 | 37,6 (14,8)                 | 64,6 (25,43)                | 113,5 (44,69)               | 140,9 (55,47)               | 130,5 (51,38)               | 980,6 (386,07)              |
| [ тражи се извор ]          |                             |                             |                             |                             |                             |                             |                             |                             |                             |                             |                             |                             |                             |

## Становништво
| 1931. | 1936. | 1951. | 1961. | 1971. | 1981. | 1991. | 2001. | 2011. |
| ----- | ----- | ----- | ----- | ----- | ----- | ----- | ----- | ----- |
| 6.951 | 7.169 | 8.281 | 7.925 | 7.446 | 7.639 | 8.244 | 7.635 | 7.282 |

## Партнерски градови
- Аржантан